# Deinotherium

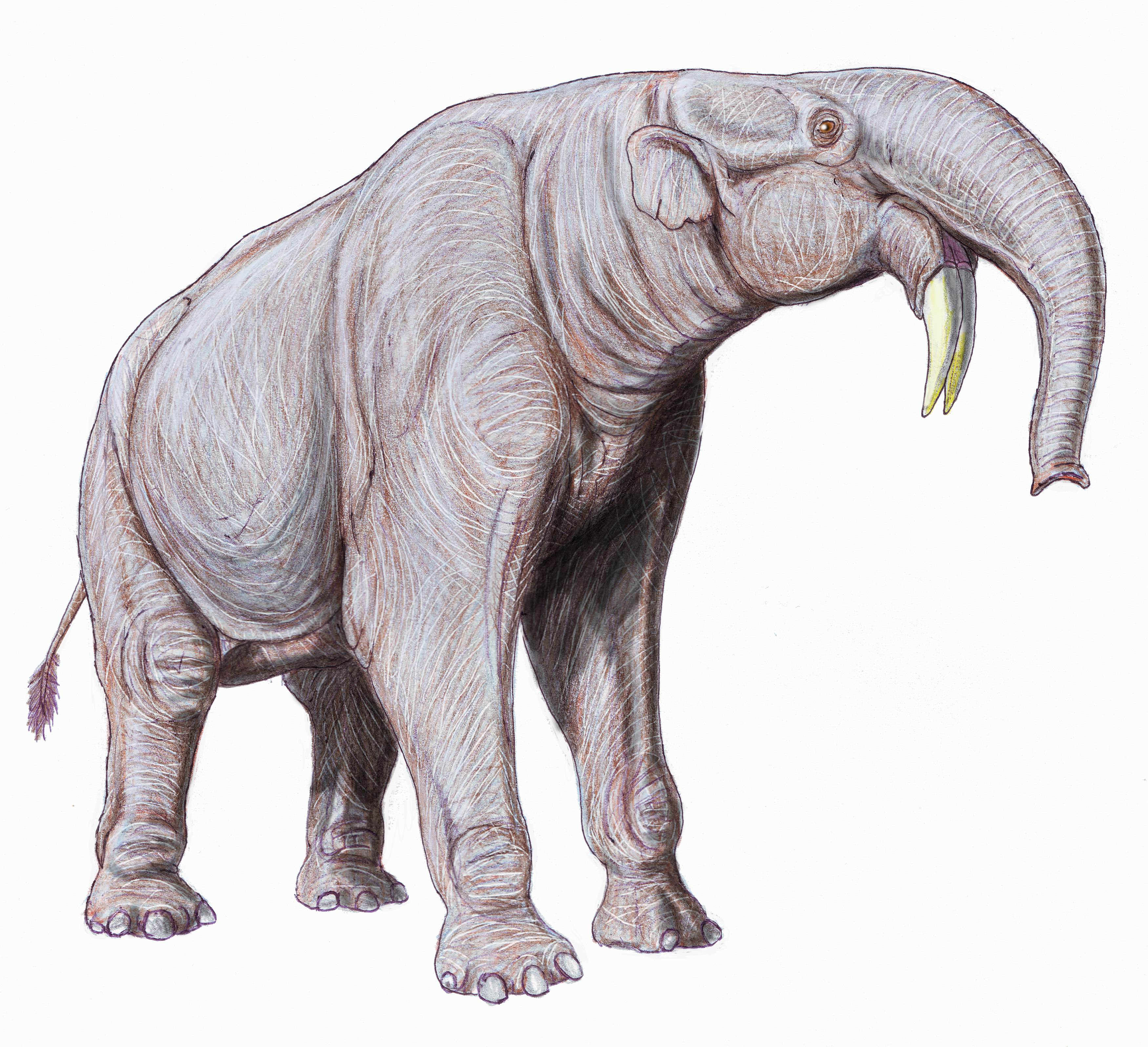
Rekonstrukcja wyglądu Deinotherium

Deinotherium (gr. δεινός deinos „straszne”; θηριον thērion „zwierzę, bestia”) – rodzaj wymarłych trąbowców żyjących od miocenu po plejstocen w Azji, Europie, Afryce.
Charakterystyczne dla rodzaju jest silne wydłużenie kości nosowych, duże kłykcie potyliczne i skośne ustawienie tyłu czaszki. Miał parę krótkich jak na trąbowca, lekko zakrzywionych ku tyłowi ciosów występujących tylko w żuchwie. Zarówno w żuchwie, jak i w szczęce miał dwa zęby przedtrzonowe i trzy zęby trzonowe w każdej połowie łuku szczęki i żuchwy. Oba rodzaje zębów są brachiodontowe, czyli mają niską koronę i duże korzenie. Korona tych zębów pokryta jest dwoma lub trzema listewkami poprzecznymi do dłuższej osi zęba, a korzenie są pozbawione cementu. Spojenie obu gałęzi kości zębowej było mocno wydłużone i wygięte ku dołowi. Miał trąbę.
Do rodzaju zalicza się 5 gatunków, w tym:
- D. giganteum (Kaup, 1829) – gatunek typowy, największy w rodzaju[2].
- Deinotherium bozasi